# Crime da bala de ouro
Crime da Bala de Ouro é como passou à história o feminicídio praticado em Salvador pelo professor Silva Lisboa contra Júlia Fetal, escandalizando a sociedade baiana na primeira metade do século XIX.
Retratado na literatura por Adélia Fonseca, Jorge Amado e Pedro Calmon e na teledramaturgia por Elizabeth Jhin, o crime também mostrou um caso de reabilitação social do assassino.

## A vítima
Júlia Fetal era filha do comerciante luso João Batista Fetal com a francesa Julliete Fetal, havendo nascido em 3 de fevereiro de 1827.
A filha dos Fetal era considerada uma das moças mais "prendadas" da cidade: estudara piano, letras, religião, francês e inglês, bordado e pintura. Quando era uma bela jovem de dezenove anos, branca e de cabelos pretos, ficara noiva do professor João Estanislau da Silva Lisboa (que lhe dava aulas de inglês); de coração inconstante, no dizer de Jorge Amado, teria flertado com um rapaz seu vizinho, o estudante do quinto ano de direito Luiz Antônio Pereira Franco (entre outros, ainda conforme Amado).
Jorge Amado assim descreve a vítima: "A todos Júlia Fetal namorava. Um professor, doido de amor, noivou com ela, pediu-lhe a mão em casamento. Júlia Fetal não nascera para noiva nem para esposa. Nascera para amante, para beijos furtados, para encontros clandestinos."

## O assassino
Teria João Estanislau nascido em Calcutá em 1824; na Bahia formou-se em letras, sendo o primeiro aluno laureado pelo Liceu da Bahia, conforme registrou um biógrafo do Barão de Jeremoabo, que teria sido aluno de João Estanislau quando este cumpria pena no Forte do Barbalho, e ministrou ao aluno aulas de reforço em geografia, história e inglês, além de nele incutir o gosto pela leitura.

## O crime
Enciumado, seu noivo derretera a aliança do futuro casamento e com seu ouro confeccionara a bala com a qual assassinou a prometida, no dia 20 de abril de 1847, quando esta tinha apenas dezessete ou vinte anos de idade.
Ele teria sido por ela rejeitado, o que o descontrolou a ponto de perder a razão e invadir a casa da moça, atirando-lhe no peito e atingindo o coração.
Segundo Maria A. Schumaher o episódio da bala de ouro seria fantasioso: "Uma das histórias que se contam diz que João Estanislau derreteu as alianças de ouro do casal e fez uma bala de pistola, com a qual tirou a vida de Júlia." A versão da bala de ouro teria derivado de um boato, após ser retirada pelo médico legista.
Munido de três pistolas e um canivete de mola (ou punhal), Silva Lisboa invadiu o sobrado dos Fetal em 20 de abril. Encontrou a família reunida à mesa e avançou sobre Júlia, que tentou se abrigar nos braços de sua mãe, Julliete Fetal, sendo atingida por um disparo de pistola desferido por ele. O projétil atravessou-lhe a jugular, indo alojar-se em um dos pulmões. Silva Lisboa tentou atirar em Julliete Fetal quando foi desarmado por um cidadão inglês e pelo desembargador Vieira Tostes. Silva Lisboa atacou Vieira Tostes com um punhal. Este colocou sua mão diante da arma branca empunhada por Silva Lisboa para salvar-se do golpe fatal. A lâmina lhe perfurou a mão, quebrando-se ao meio. O féretro de Júlia foi conduzido pelas ruas de Salvador, sendo liderado por vinte padres e por uma multidão silenciosa, sendo sepultada na Igreja da Graça, próximo ao jazigo de Catarina Paraguaçu. Neste túmulo está um soneto de Adélia Josefina Fonseca em sua homenagem, que foi lido durante seu sepultamento pelo conselheiro Pedreira (enviado do imperador D. Pedro II):

## Prisão e julgamento
Silva Lisboa foi desarmado e detido após o crime, sendo conduzido pelo Major Kelly ao chefe de polícia. Diante do mesmo confessou o feminicídio com frieza. Transferido para a prisão, elaborou uma lista de livros como objetos para ter consigo na cela. Segundo o Diário de Pernambuco:
| “                                                           | ...Custa a crer tanto sangue-frio em um homem que tem perpetrado tão horroroso crime; tanto mais quanto sabe esse homem, que se lhe está formando o processo, e deve contar com a imposição da pena que o faz credor um ato tão nefasto! | ” |
| — Diário de Pernambuco sobre o caso, em 30 de abril de 1847 | |   |

No decorrer dos dias, amigos influentes tentaram interceder por sua libertação (alegando que crime foi um ato de insanidade).. O próprio Silva Lisboa alegou problemas de saúde, de forma que foi atendido na Santa Casa em diversas ocasiões (levantando a suspeita, por parte do tribunal, de que tentava protelar o julgamento) Após uma fuga de sete prisioneiros da prisão do Forte de Nossa Senhora do Monte do Carmo, Silva Lisboa alegou estar doente e foi conduzido (sem autorização) para a Santa Casa, permanecendo internado até 15 de julho (embora não possuísse enfermidade aparente). Com isso, faltou em sessões do tribunal previstas para 14 e 15 de julho. No próprio dia 15, um anúncio anônimo deixado na entrada do jornal Correio Mercantil de Salvador informava sobre um plano de fuga de Silva Lisboa.
Em 28 de setembro de 1847 João Estanislau da Silva Lisboa foi, enfim, levado às barras do tribunal. O juri formado por doze membros iniciou a análise do caso, decidindo pela condenação do réu no dia seguinte a uma pena de 12 anos de prisão (com trabalhos forçados) no Forte de Nossa Senhora do Monte do Carmo, de acordo com o artigo nº 193 do código Criminal do Império do Brasil. Silva Lisboa cumpriu pena no Forte do Barbalho,

## A cena do crime
O sobrado em que morava Júlia pertenceu depois aos pais do poeta Castro Alves; na época ainda criança, este teria ouvido história dos fantasmas que rondavam o velho casarão.
Embora o imóvel descrito como a primeira morada de Castro Alves na capital baiana permaneça inteiro, Nelson Cadena informa que o mesmo foi alvo de incêndio antes da mudança da família de Castro Alves, que o teria reformado e alterado as feições originais; diz ainda que este ficaria num local da atual Praça da Piedade, na avenida 7; finalmente informa que no século XX, possivelmente após outro incêndio, foi demolido e nova construção foi erguida no lugar.

## Reabilitação do homicida
Condenado a catorze anos de prisão, Silva Lisboa teve a Santa Casa de Misericórdia a interceder junto a D. Pedro II pela diminuição desse tempo pois, numa epidemia em 1855, teria prestado assistência aos doentes, ele próprio um dos afetados. Ele, entretanto, enviara uma carta ao Imperador, solicitando que não fosse atendido o pedido de indulto, por não se julgar merecedor de perdão.
Durante seu período de prisão, Silva Lisboa passou a ministrar dentro do cárcere aulas preparatórias para exames aos filhos de algumas das famílias mais abastadas de Salvador. Com isso, a direção do presídio improvisou uma escola no mesmo.
Após sua soltura em 1859, voltou a lecionar; deu aulas de geografia e inglês no liceu da capital, onde fora seu aluno Ernesto Carneiro Ribeiro, e depois em outros colégios. Entre 1863 e 1877 foi diretor do Liceu São João, chegando em 1876 a publicar livro didático de geografia, intitulado "Atlas Elementar" e, no ano seguinte, convidado a integrar a Comissão da Reforma da Instrução Pública; pouco depois, doente, viajou para Lisboa, morrendo às 2h da madrugada de 9 de fevereiro de 1878.

## Impacto cultural
Após a publicação do livro de Pedro Calmon, a bala fora exposta no Museu Feminino da Bahia, onde os que a viram diziam ser mesmo de chumbo, e não de ouro.
Júlia Fetal é nome de rua, na capital baiana.